# Jasień (gmina)
Pour les articles homonymes, voir Jasień.
La gmina de Jasień est une gmina urbaine-rurale (gmina miejsko-wiejska) ou mixte de la powiat de Żary, dans la Voïvodie de Lubusz, dans l'ouest de la Pologne.
Son siège administratif (chef-lieu) est la ville de Jasień qui se situe à environ 16 kilomètres au nord-ouest de Żary (siège de la powiat) et 40 kilomètres au sud-ouest de Zielona Góra (siège de la diétine régionale).
La gmina couvre une superficie de 127,02 km2 pour une population de 7 305 habitants en 2006 avec une population pour la ville de Jasień de 4 526 habitants et pour la partie rurale de 2 779 habitants.

## Histoire
De 1975 à 1998, la gmina est attachée administrativement à la voïvodie de Zielona Góra.

Depuis 1999, elle fait partie de la voïvodie de Lubusz.

## Géographie
Outre la ville de Jasień, la gmina inclut les villages et localités de :

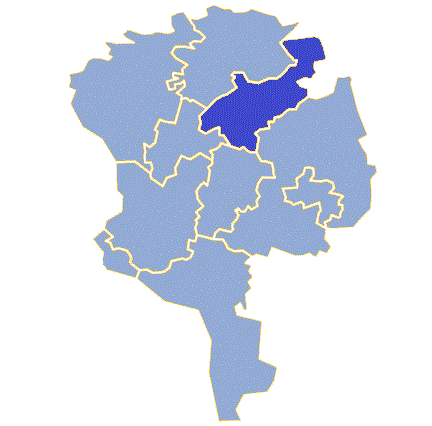
Plan de la gmina

- Bieszków
- Bronice
- Budziechów
- Golin
- Guzów
- Jabłoniec
- Jaryszów
- Jasionna
- Jurzyn
- Lipsk Żarski
- Lisia Góra
- Mirkowice
- Roztoki
- Świbna
- Wicina
- Zabłocie
- Zieleniec

### Gminy voisines
La gmina de Jasień est voisine des gminy suivantes :
- Lipinki Łużyckie
- Lubsko
- Nowogród Bobrzański
- Tuplice
- Żary

## Structure du terrain
D'après les données de 2002, la superficie de la commune de Jasień est de 127,02 kilomètres carrés, répartis comme telle :
- terres agricoles : 39%
- forêts : 52%

La commune représente 9,12% de la superficie du powiat.

## Démographie
Données du 30 juin 2004:
| Description        | Total  | Total | Femmes | Femmes | Hommes | Hommes |
| ------------------ | ------ | ----- | ------ | ------ | ------ | ------ |
| Unité              | Nombre | %     | Nombre | %      | Nombre | %      |
| Population         | 7 361  | 100   | 3 703  | 50,3   | 3 658  | 49,7   |
| Densité (hab./km²) | 58     | 58    | 29,2   | 29,2   | 28,8   | 28,8   |